# Anabasis lachnantha
Anabasis lachnantha är en amarantväxtart som beskrevs av Paul Aellen och Karl Heinz Rechinger. Anabasis lachnantha ingår i släktet Anabasis och familjen amarantväxter. Inga underarter finns listade i Catalogue of Life.